# Бутринті (національний парк)
Національний парк Бутринті (алб. Parku Kombëtar i Butrintit) — національний парк на півдні Албанії, розташований у 18 км на південь від Саранди в області Вльора. Парк охоплює 9424 га з пагорбами, озерами з прісною водою, водно-болотні угіддями, солоними маршами, полями, плавнями та островами. Значення парку для збереження знаходить своє відображення у великій кількості видів: більш ніж 1200 різних тварин та рослин. Її територія включаює лагуну і озеро Бутринті, природного каналу Віварі, островів Ксаміл, та археологічний музей-заповідник Бутринті.
Бутринті стратегічно розташований у східній частині протоки Корфу (Керкіра) на крайньому півдні країни, на півострові, оточеном озером Бутринті і каналом Віварі. Канал з'єднує озеро з Іонічним морем через вузьку смугу піску. Розташований в безпосередній близькості від моря, парк відчуває слабкий середземноморський клімат. Це означає, що зима м'яка, а літо гаряче і сухе.
Археологічна спадщина Бутринті — одна з найважливіших археологічних пам'яток в країні, що містить різні артефакти і споруди, що датуються починаючи з залізної доби аж до Середньовіччя. Численні пам'ятники, що дійшли до нас, включають міські стіни, пізньо-античний баптистерій, велика базиліка, римський театр і два замки. Стародавнє місто розташоване в природному рідколіссі з складною екосистемою, який залежить від близьких озер і каналу. Тим не менш, саме це поєднання культурних пам'яток і природного середовища робить Бутринті таким унікальним місцем.
Міжнародний союз охорони природи (IUCN) зареєстрував парк як II категорію. У 1992 році Бутринті приєднався до списку Світової спадщини ЮНЕСКО. Лагуна була визнана водно-болотні угіддями міжнародного значення за Рамсарською конвенцією. Тим не менш, озеро Бутринті є важливою орнітологічною і важливою флористичною територією, тому що воно багате на значні види птахів і рослин міжнародне значення.

## Географія

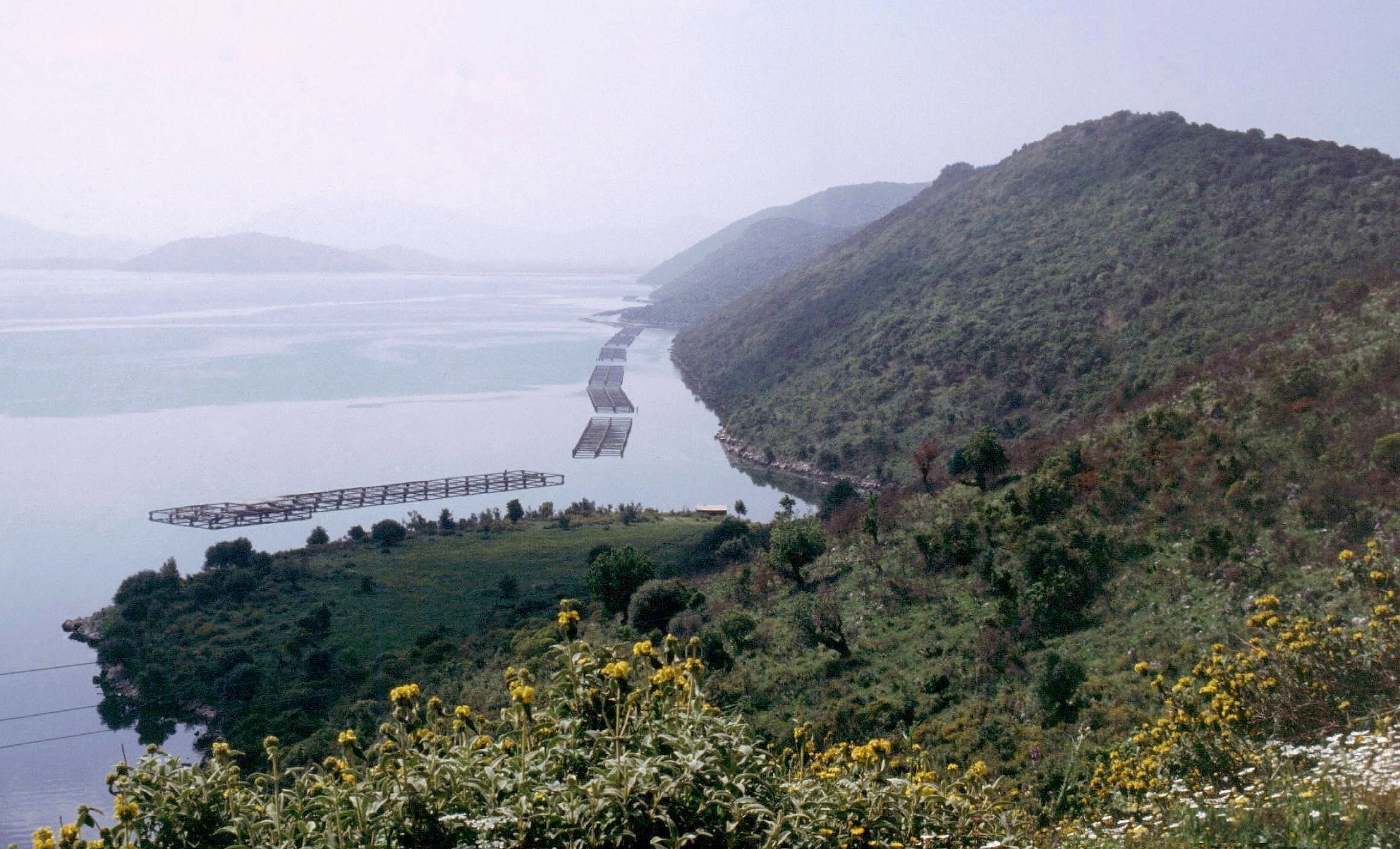
Озеро Бутринті є основним районом Національного парку Бутринті.

Національний парк Бутринті складається з 9424 га в області Вльора, розташованому в південно-західному куті Албанії поряд з Іонічним морем в межах Середземномор'я. По дорозі, залишки Бутрінту є близько 18 км на південь від міста Саранда і в декількох кілометрах на північ від наземного кордону між Албанією і Грецією. Згідно з класифікацією кліматів Кеппена, в парку середземноморський клімат (тип  Csa  і  Csb ) з дощовими зимами і сухим, теплим і жарким літом. Розташований на півдні албанського узбережжя Іонічного моря, парк отримує щорічно 1500 мм опадів.
Butrint є частиною різноманітної гідрографічної мережі, складеної з декількох річок, лагун і озер. Річки короткі, круті і характеризуються високим об'ємом води. Парк включає озеро Бутринті на північному заході, озеро Буфі на південному сході, річку Бистриця на півночі, гору Міле на заході і річку Павлло на півдні.
Озеро Бутринті є найбільшим озером, а його водний режим характерний для прибережної лагуни. Воно має довжину 7.1 км і ширину 3,3 км, з площею поверхні 16,3 км². Маючи мезотрофні води з ефтрофічними тенденціями, лімнологія озера ділиться на два окремі шари. Канал Віварі з'єднує озеро з Іонічним морем. Озеро Буфі лежить на 2 м над Адріатикою на південному сході озера Бутринті, з загальною площею поверхні 83 га. Його надлишкові води потім скидаються в південне озеро Бутринті через колишній канал.

## Біорізноманіття

### Флора

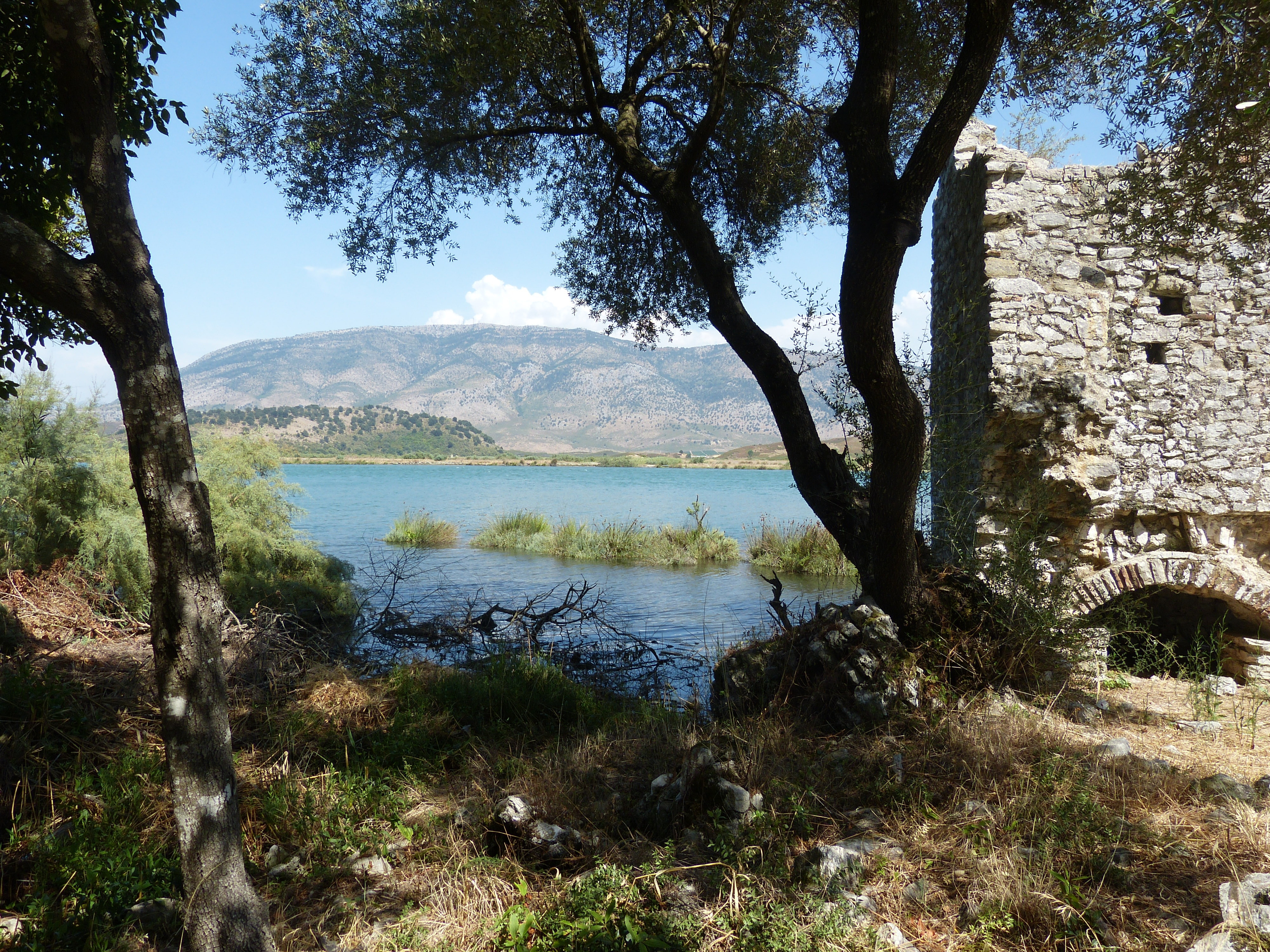
Центральна частина озера Буфі вільна від плавнів — хороше місце для укриття та годування різних видів птахів.

Завдяки різноманітним геологічним і гідрологічним умовам і мозаїчному розподілу різних типів ареалів, місце розташування парку також є однією з основних причин великої різноманітності тварин і рослин. Фітогеографічно парк потрапляє в екорегіон іллірійських листопадних лісів палеарктичної екозони субтропічних лісів. Наявність води у формах річок, озер та водно-болотних угідь, під впливом конфігурації місцевості, має великий вплив на біорізноманіття цієї території. Флора парку складається з більш ніж 800 до 900 видів, які становлять 27 % від загальної кількості видів у Албанії.

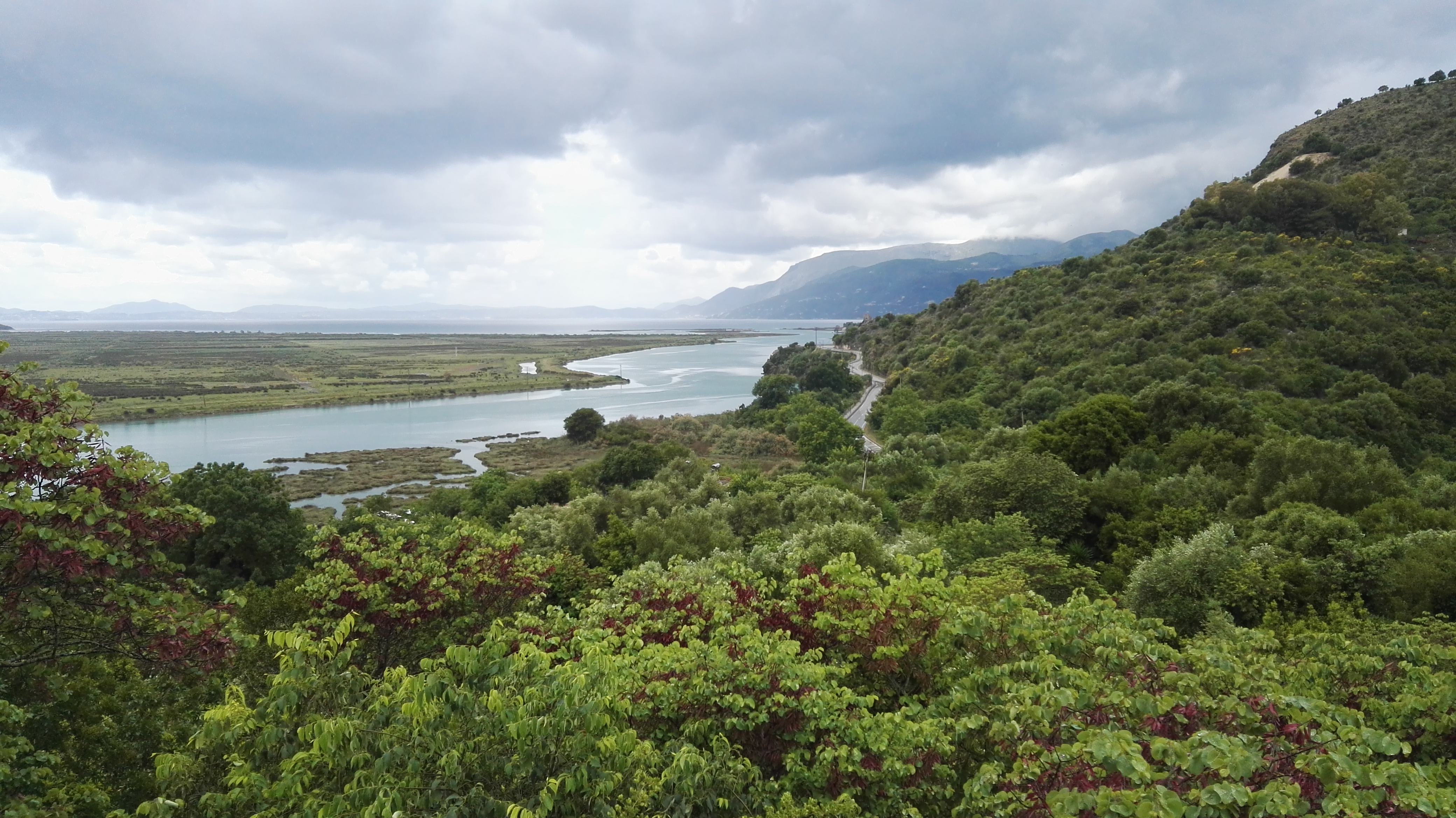
Типове оселище на озері Бутринті і каналі Віварі.

Дрібні берегові лагуни мають скелясте дно з численними мідієвими, а глибина води вище, ніж в інших районах. Вони покриті густими заростями очерету і рогозу. Тут також можна зустріти підводні луки з камкою і рупією. У межах археологічних розкопок і на південних і східних схилів Сотіра, більшу частину території займають вічнозелені ліси. Крім того, тутешня екосистема вертикально розділена на три окремі зони рослинності. Верхній рівень дерев складється здебільшого з дуба кам'яного і лавра благородного, які переважають над іншими рослинами, включаючи берест, ясен вузьколистий і дуби виду Quercus macrolepis. Кущовий рівень представлений ожиною виду Rubus ulmifolius, глодом одноматочковим, шипшиною вічнозеленою, звичайним плющом і ломиносом виду Clematis viticella. На трав'яному рівні переважають холодок лікарський, підмаренник м'який, пшінка весняна і плакун верболистий.
Посідонія океанічна переважно поширена вздовж морського дна прибережної зони, від мису Стілло до каналу Кука, тоді як морська трава Cymodocea nodosa і камка мала широко знаходяться вздовж гирла річці Павлло. Вздовж скель солона і скеляста місцевість спричинили зменшення або погіршення різноманіття флори, яке тепер складається з таких видів, як критмій морський, пирійник і Limbarda crithmoides.

### Фауна

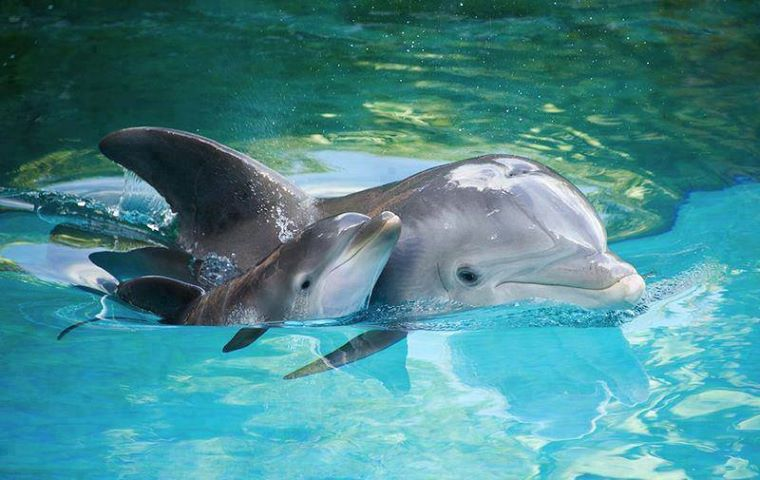
Афаліна звичайна часто зустрічається у водах Бутринті і однієї з головних визначних пам'яток парку.

Парк містить різноманітну фауну з більш ніж 400 видами, які розподілені по місцях проживання та екосистемах парку. Щонайменше 39 видів ссавців, 246 видів птахів, 25 видів плазунів, 10 видів земноводних і 105 видів риб були помічені в межах території парку.
Парковий ліс і маквіс є важливими притулками для 39 видів ссавців, з яких 14 видів вважаються як види під загрозою вимирання. Куниця кам'яна процвітає по краях лісу, а також на відкритих схилах парку. Шакал і лисиця зазвичай знаходяться в поле, харчуючись в основному дрібними гризунами, тоді як вовк зустрічається тільки взимку. Видатною є присутність видри річкової, що зустрічається в потоках і озерах, захищених міжнародними конвенціями.
Прибережні води навколо парку відвідують дельфінові, такі як афаліна звичайна, дельфін білобокий і іноді дельфін родини Stenella coeruleoalba. Парк забезпечує одне з останніх оселищ для зникаючого тюленя-монаха звичайного, який присутній в скелях і печерах парку. Морські черепахи не є такими рідкісними у неглибоких прибережних водах парку. Є тут також два види морських черепах, такі як довгоголова морська черепаха і шкіряста черепаха, які зазначені під загрозою або під загрозою з боку державних органів.

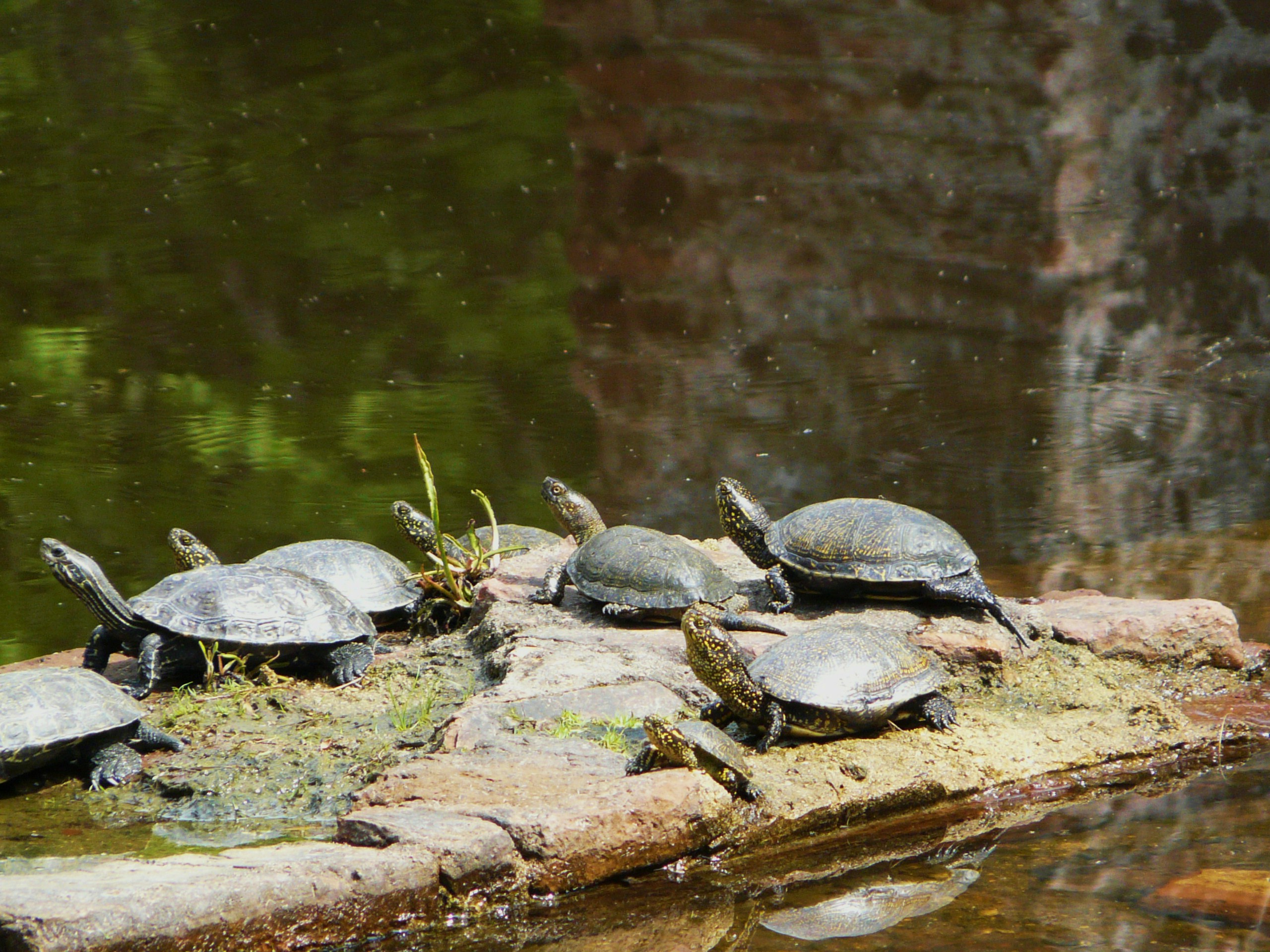
Болотна черепаха європейська часто зустрічається у вологих і сухих районах парку.

Парк багатий на птахів з більш ніж 246 видів, що мешкають на різних територіях. Багато хто з цих птахів є мешканцями, а інші — мандрівниками, що пролітають через Адріатику. Найбільш важливими птахами, що населяють парк, є беркут, сапсан, кеклик європейський, вивільга звичайна і канюк звичайний. Затоки та лимани вздовж албанського узбережжя Іонічного моря є місцем зимівлі для важливих птахів. Водно-болотні угіддя служать, як годівниця та місця відпочинку для попелюха, баклана великого, пірникози великої, лиски і мартина звичайного. В плавнях живуть курочка водяна, пастушок, лунь польовий, лунь очеретяний, очеретянка тонкодзьоба і ремез. Марші пропонують місця для годування для чепури малої, сивки морської, сивки звичайної, і побережника чорногрудого. Більшість водно-болотних птахів, такі як кульон великий, коловодник звичайний і крячок рябодзьобий, зосереджені в прибережних болотах,.
Задокументовано 10 видів земноводних, хоча ці види існують у великій кількості, в основному населяють ліс і кущі. Найбільш поширеними видами земноводних є саламандра вогняна, тритон гребінчастий, ропуха звичайна і балканський різновид бурої жаби. Різноманітність плазунів у Бутринті також багата, ніж у будь-якій іншій охоронюваній території регіону. Всього було інвентаризовано 25 видів. Вони представлені ящіркою трилінійною, веретільницею ламкою і полозом ескулаповим.
Що стосується моря, то в парку у водоймах живуть 105 видів риб. Найбільш численні види включають: лобань, кефаль-головач, вугор європейський, хек європейський і карась.

## Пам'ятки

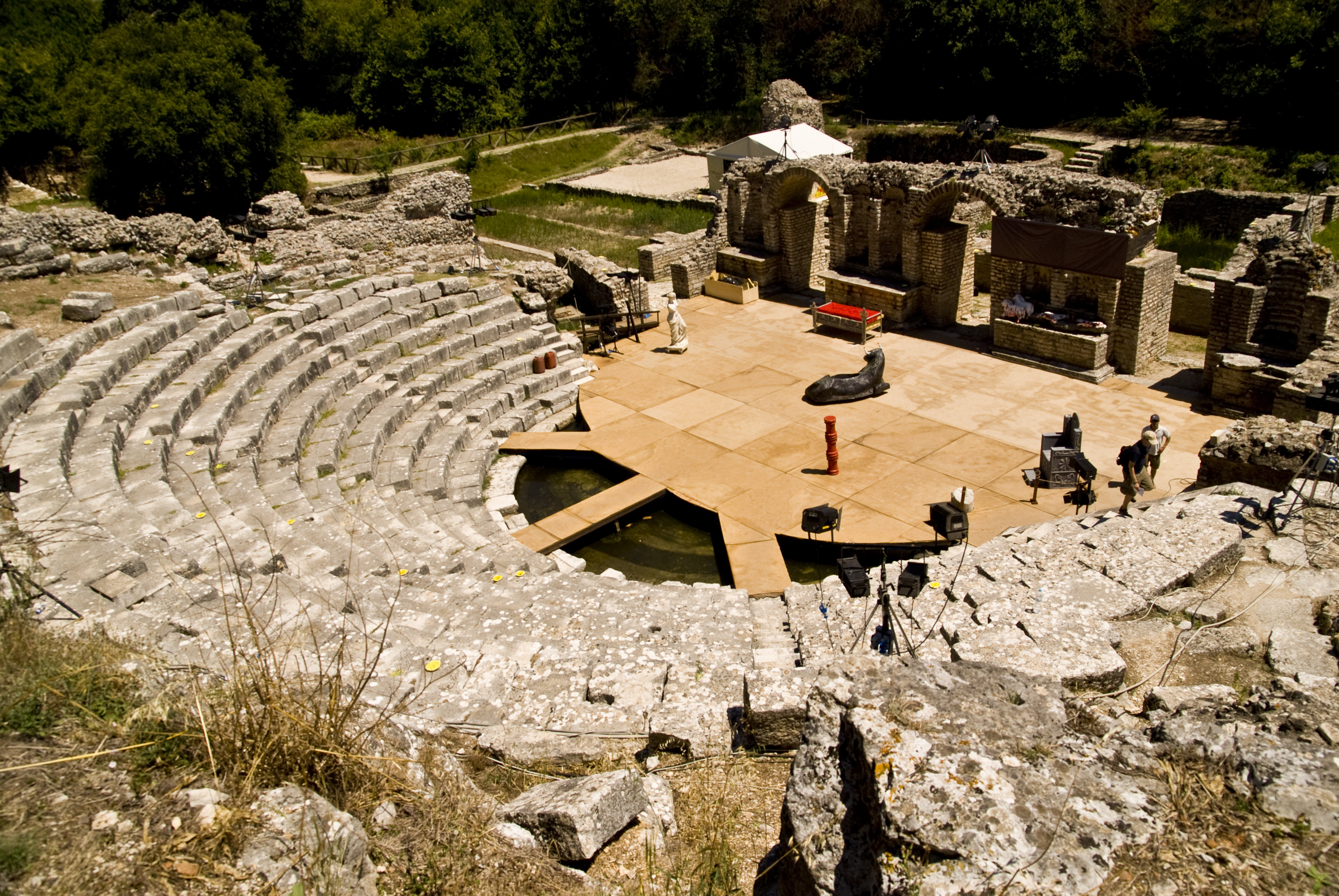
Театр Бутринті з його просценіумом

Багата історія Бутринті залишила важливі архітектурні пам'ятки на території парку. Вони включають римський театр, вівтар Діоніса, німфеум, терми, гімнасій, форум, акведук, храми Мінерви і Асклепія, ворота Лева і баптистерій, які оголошені Світовою спадщиною ЮНЕСКО в 1992 році.
Римський театр Бутринті є одним з найбільш збережених будівель міста. Він розташований трохи нижче акрополя і виходить на канал Віварі. Театр був побудований в III столітті до нашої ери, можливо, на стінах старого і меншого театру. Під час періоду римської республіки він пройшов багато реконструкцій і розширень. Були побудовані ложі для вищого класу над двома входами театру. Аудиторія також була розширена, щоб задовольнити населення міста, що зростало в той час.

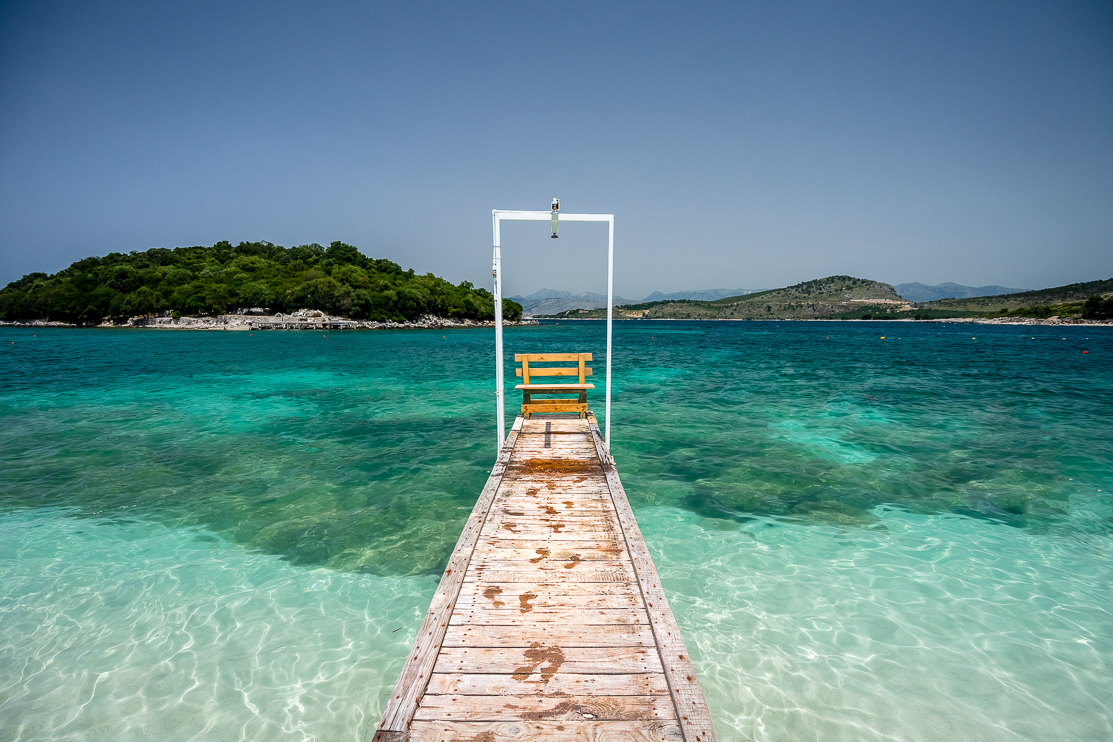
Кришталево блакитні води островів Ксаміл

Замок Алі-паші Тепелєнського розташований на невеликому острові вздовж гирла каналу Віварі і названий на честь албанського правителя Алі-паші Тепелєнського, який керував Яніною і навіть намагався конкурувати з деями Алжиру на морі. Замок являє собою невелику прямокутну споруду з розбитими стінами. По кутах розташовані дві побиті круглі вежі з гарматами на його морській стороні і дві нерівномірно розбиті квадратні вежі, обладнані бійницями або вікнами.
Іншою важливою визначною пам'яткою є ворота Лева, один з шести входів у місто з IV-го століття до нашої ери. Написи показують лева, який збирається з'їсти бика. Лев символізує мешканців міста і бика як своїх ворогів. Ворота мають дуже вузький прохід, який дозволяє одночасно вводити якомога менше людей.
На заході парку розкинулися скелясті острови Ксаміл, до яких можна дістатися лише на човні. Два острови з'єднані вузькою смужкою піску. У водах можна часто зустріти дельфіна білобокого та афаліну звичайну.